# Agnieszka Ceglarek
Agnieszka Ceglarek (ur. 3 maja 1988 w Poznaniu) – polska lekkoatletka, sprinterka.
Zawodniczka Olimpii Poznań zdobyła brązowy medal Mistrzostw Europy juniorów w lekkoatletyce w Hengelo w 2007 r., gdzie polska sztafeta 4 x 100 m w składzie Martyna Książek, Marika Popowicz, Agnieszka Ceglarek oraz Weronika Wedler zajęła 3. miejsce, zdobyła również złoty medal Mistrzostw Europy Juniorów w Kownie w 2005, gdzie w składzie Agnieszka Ceglarek, Marika Popowicz, Marta Jeschke oraz Iwona Brzezińska polska sztafeta zajęła 1. miejsce. Ceglarek jest również młodzieżową wicemistrzynią Europy, gdzie polska sztafeta 4 x 100 metrów z czasem 43,90 zajęła 2. miejsce.

## Rekordy życiowe
- bieg na 100 m - 11,69 (2007)
- bieg na 200 m - 23,99 (2007)
- bieg na 60 m (hala) - 7,60 (2005)